# Pietatella a Carbonara (Nápoly)
A Pietatella a Carbonara templom Nápoly történelmi központjában, közvetlenül a San Giovanni a Carbonara mellett.

## Története
A templomot és a hozzá tartozó melléképületeket 1383-ban építették. 1864-ben és 1932 jelentős átalakításokon esett át. Az egyszerű vonalvezetésű két szintes homlokzat díszítőeleme egy félköríves lunetta. Az architrávba egy kis harangtorony van beépítve. A templom belsője szögletes alaprajzú kupolával. Díszítései neoklasszicista stílusjegyeket viselnek magukon. Egyetlen jelentős műtárgya egy 16. századi szárnyas oltár, egy ismeretlen nápolyi művész alkotása. Napjainkban kizárólag temetési szertartásokra használják.